# Estació de Madrid-Chamartín-Clara Campoamor
L'estació de Madrid-Chamartín-Clara Campoamor és al districte madrileny de Chamartín a la zona nord de la ciutat. Aquesta estació centralitza totes les comunicacions ferroviàries des de Madrid cap al quadrant nord-oest de la península Ibèrica, des de Salamanca fins a Irun, a través de les tres línies principals que parteixen d'ella: la Línia Imperial o Línia General del Nord (Línia 100, Madrid-Irun), la línia Madrid-Burgos (Línia 102, ferrocarril directe de Burgos), la línia Madrid-Barcelona (Línia 200), i la nova línia d'alta velocitat Madrid-Valladolid (Línia 080). També té alguns serveis per via d'ample ibèric cap al nord-est (mitjana distància i Tren Estrella) emprant la circumval·lació ferroviària de Madrid i cap al sud (mitjana distància, Altaria i Talgo) gràcies al túnel que la uneix amb l'estació d'Atocha.

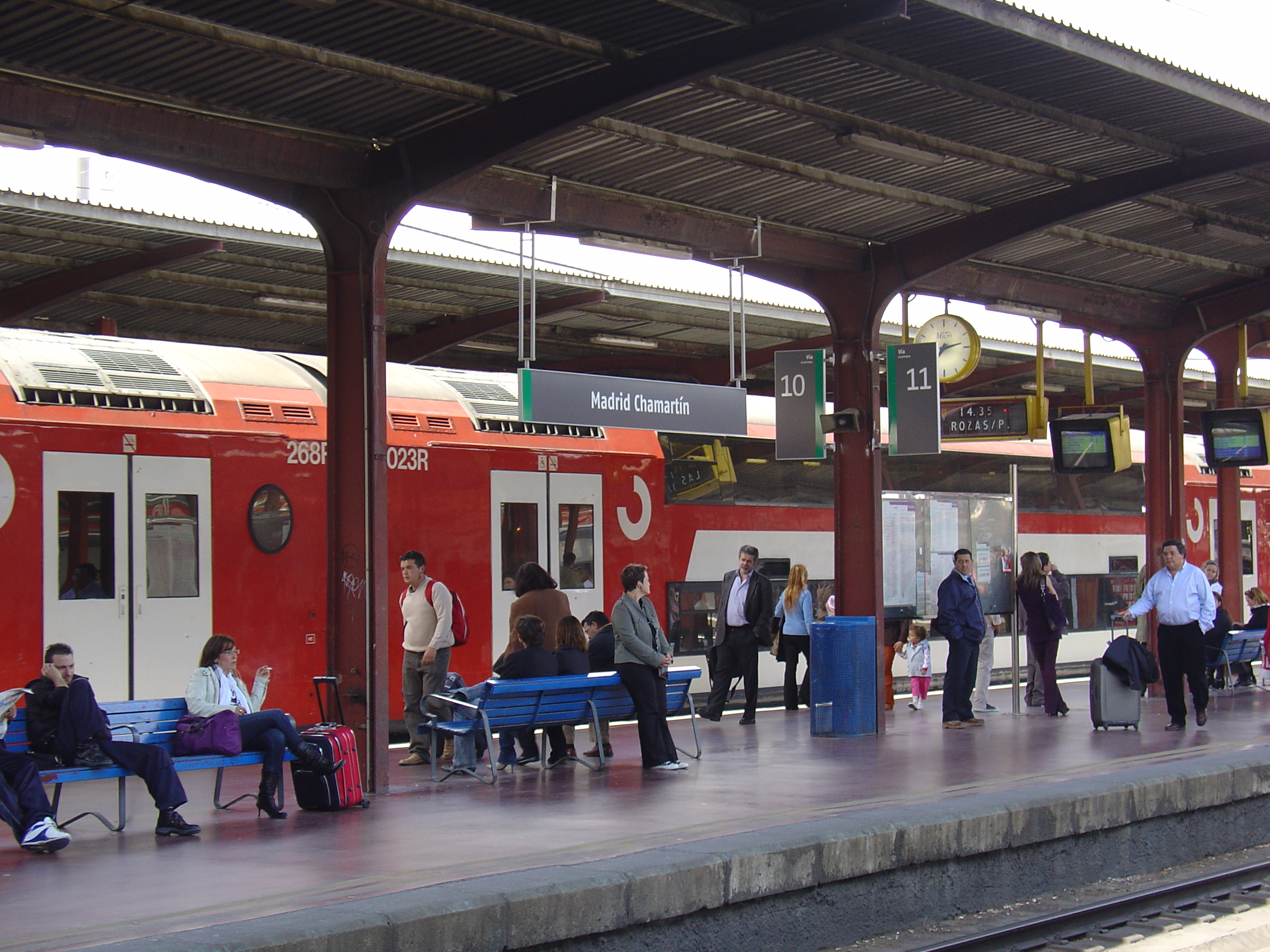
Un tren de rodalies a l'estació

| Metro de Madrid                                      |               |       |                                      |                               |
| Procedència/Destinació                               | <             | Línia | >                                    | Procedència/Destinació        |
| Pinar de Chamartín                                   | Bambú         |       | Plaza de Castilla                    | Valdecarros                   |
| Estació de Tres Olivos Hospital Infanta Sofía        | Begoña        |       | Plaza de Castilla                    | Puerta del Sur                |
| Rodalies Madrid                                      |               |       |                                      |                               |
| Procedència/Destinació                               | <             | Línia | >                                    | Procedència/Destinació        |
| terminal                                             | terminal      | C2    | Nuevos Ministerios Torrejón de Ardoz | Guadalajara Alcalá de Henares |
| terminal                                             | terminal      | C3    | Nuevos Ministerios                   | Aranjuez                      |
| Alcobendas-San Sebastián de los Reyes Colmenar Viejo | Fuencarral    | C4    | Nuevos Ministerios                   | Parla                         |
| Príncipe Pío                                         | Ramón y Cajal | C7    | Nuevos Ministerios                   | Alcalá de Henares             |
| El Escorial Cercedilla                               | Ramón y Cajal | C8    | Nuevos Ministerios                   |                               |
| Pitis                                                | Ramón y Cajal | C10   | Nuevos Ministerios                   | Villalba                      |

## Història
Els orígens de l'estació de Chamartín, encara que en un emplaçament una mica més al sud que l'actual, es troben en els plans del ministre d'Obres Públiques Indalecio Prieto durant la Segona República per a connectar l'estació d'Atocha (i la resta de la xarxa ferroviària) amb el nou enllaç ferroviari directe que havia previst entre Madrid i Burgos, que escurçava el viatge pel que fa a la línia general del Nord. Encara que les primeres esplanacions van començar ja el 1933, la Guerra Civil va detenir tots els projectes ferroviaris vinculats a Chamartín i a la nova línia directa a Burgos.
No va anar fins a 1967 quan l'estació torna a tenir ús. La seva inauguració coincideix també amb la finalització dels projectes ferroviaris paralitzats des de la Guerra Civil: línia directa Madrid-Burgos, túnel ferroviari entri Atocha i Chamartín que incloïa els baixadors subterranis de Recoletos i Nuevos Ministerios i els nous enllaços ferroviaris que enllaçaven el nou complex amb la línia Madrid-Saragossa en Coslada i amb la línia Madrid-Irun en Las Rozas de Madrid. Tot aquest entramat de línies ja planejat des de la II República constituïx àdhuc avui dia la circumval·lació ferroviària pel nord de Madrid.
Progressivament la nova estació absorbiria els tràfics de l'estació del Nord (actual Príncipe Pío) fins a provocar la desaparició dels serveis de llarg recorregut en aquesta última. El ràpid augment del nombre de viatgers prompte van deixar petita l'estació provisional que consistia en un petit edifici paral·lel a la via 1, el que va obligar a plantejar un nou i definitiu edifici. Entre 1970 i 1975 es construiria l'actual estació seguint el projecte dels arquitectes Alonso, Corrals i Molezún i l'enginyer Rafael Olaquiaga, que incloïa a més les àmplies zones comercials i d'oci de les quals disposa actualment. No obstant això la gran grandària amb el qual es dissenya el complex no va coincidir amb la situació del ferrocarril a Espanya durant la dècada següent. Els anys vuitanta van suposar en la xarxa fèrria espanyola l'inici d'un procés de sanejament de la xarxa que es va traduir en el tancament de multitud de línies i en la supressió de serveis.
No obstant això Chamartín s'havia convertit en la major estació ferroviària de Madrid, i àdhuc va tenir una època d'esplendor. El tancament d'Atocha en 1986 per a adequar-la a l'arribada de la línia d'alta velocitat Madrid-Sevilla va convertir a Chamartín en l'única estació de Madrid, absorbint tot el trànsit ferroviari de la ciutat excepte els trens de Galícia que havien tornat a l'estació del Nord. Després de la inauguració del nou complex ferroviari de Puerta de Atocha en l'any 1992, Chamartín va quedar relegada a un segon pla, sense estar en els plans de la xarxa d'alta velocitat i amb serveis de llarg recorregut que progressivament eren traspassats a Atocha amb la inauguració de noves línies.
No obstant això, l'estació comença a cobrar importància des de 2004 al preparar-se per a acollir la primera línia d'alta velocitat que no parteix d'Atocha.
La primera actuació que li va retornar cert protagonisme va ser l'obertura de la nova línia d'alta velocitat entre Madrid i Valladolid el 23 de desembre de 2007. Amb aquesta obra es van adaptar les andanes als nous serveis i característiques de la infraestructura en ample internacional.
Durant l'estiu de 2007 es van reorganitzar les vies al sud per a desviar una part d'elles cap al nou túnel que connecta Chamartín amb l'estació de *Atocha passant per la Porta del Sol. Aquest segon túnel es va inaugurar el 9 de juliol de 2008 obrint al públic l'endemà.

## Futur
Entre les actuacions que s'estan portant a terme es troben:
- La construcció d'un tercer túnel de connexió entre Atocha i Chamartín en ample internacional per a possibilitar l'enllaç les diferents línies d'alta velocitat de l'una i l'altra estació. Està licitat la redacció del projecte.
- La nova connexió de rodalia fins a la Terminal 4 de l'Aeroport de Madrid-Barajas. Està en obres.

Mentre durin les obres per a la reforma de Puerta de Atocha para construir l'estació que donarà accés al nou túnel en ample internacional, Chamartín serà capçalera dels trens que sortint de Puerta de Atocha usen les vies d'ample ibèric.
Està en projecte sense cap anunci oficial de licitació d'obres:
- La reforma de tot el complex i el seu entorn de forma íntegra subjecta al desenvolupament de l'Operació Chamartín.
- La construcció d'una nova terminal d'autobusos que absorbeixi part de les línies situades en la terminal d'Avenida de América.
- A més, en l'estació de metro s'ha deixat buit perquè una futura línia de metro passada per l'estació convertint-se així en l'intercanviador de transport més gran de Madrid.